# 葛原八幡神社
葛原八幡神社（くずはらはちまんじんじゃ）は、福岡県北九州市小倉南区葛原（くずはら）に鎮座する神社。旧社格は郷社。

## 御祭神
- 応神天皇
- 神功皇后
- 和気清麻呂

## 祭典・行事
- 元旦祭     １月１日
- 元始祭     １月３日
- どんど焼祭     １月第２日曜日
- 節分祭     ２月３日（豆まき）
- 祈年祭     ５月第３日曜日（清麻呂寄席）
- 夏越祭     ７月３０日（燈篭まつり・芽輪くぐり）
- 敷地祓     ９月下旬～１０月上旬
- 例大祭     １０月第４土・日曜日
- 七・五・三祭     １１月１５日
- 新穀感謝祭     １２月上旬